# Tremulous
Tremulous est un jeu vidéo de tir à la première personne incluant des éléments de jeu de stratégie en temps réel, sous licence libre (GPL). Il s'inspire du jeu Gloom (un mod de Quake II) .  Il est disponible sous de nombreuses plates-formes.

## Système de jeu
Le jeu oppose deux équipes de joueurs très différentes : les Humains contre les Aliens en combinant les genres du jeu de stratégie en temps réel et du jeu de tir à la première personne. Ce jeu est avant tout anglais, même s'il y a des serveurs français. Le but est d'éliminer tout adversaire de l'équipe adverse.
De l'aspect jeu de tir à la première personne, Tremulous est tout d'abord basé sur le moteur id Tech 3 utilisé par Quake III Arena. La présentation du jeu est à la première personne, et un joueur commençant la partie choisit une classe pour son personnage, influençant notamment l'armement disponible. Des bots ne sont pas disponibles en standard (étant donné la nature du jeu). Toutefois des bots sont apparus, mais leur intelligence est très limitée.
De l'aspect jeu de stratégie en temps réel, Tremulous permet de construire des structures afin d'optimiser les positions d'apparition des joueurs et d'augmenter sa capacité de combat. L'ensemble des bâtiments n'est pas disponible dès le début, ni ne dispose de l'ensemble de leurs capacités de combat, et c'est en accumulant un certain nombre de frags qu'une équipe peut passer à un niveau technologique supérieur, débloquant de nouveaux bâtiments et de nouvelles options. En tout, trois niveaux technologiques successifs. Plus une équipe est en avance (technologique ou biologique selon l'équipe), plus celle-ci met ses chances de gagner contre le camp adverse.
Tremulous favorise le jeu d'équipe par son gameplay général mais aussi par des règles donnant avantage à l'équipe adverse : il y a corrélation entre le nombre de frags et la quantité de munitions, un ennemi en moins c'est une munition en plus. Les caractéristiques des deux équipes sont très différentes, et donc ne jouent pas de la même façon, mais un soin particulier est pris pour les équilibrer. Un système d'aide est intégré au jeu pour des joueurs débutants.

### Les humains
C'est une équipe orientée vers la technologie.
Ils utilisent des armes à feu (fusil d'assaut, fusil à pompe…), mais également des armes futuristes (fusil laser, canon lucifer…), pour améliorer leur puissance d'attaque. Les humains ont un point faible (la tête) qui leur est fatal en cas de corps à corps avec un alien. Ils disposent également d'un équipement high-tech (jetpack, casque radar…) afin de se protéger et/ou d'obtenir de nouvelles capacités (par exemple voler). Contrairement aux aliens, les humains ne disposent que d'une seule arme au commencement : le "rifle", ils peuvent  acheter d'autres armes au fur et à mesure qu'ils éliminent des menaces aliens. Ils préfèrent les combats à distance. Ils sont donc plus à l'aise dans les grands espaces, sans obstacles, pour ne pas gêner leur ligne de tir. Les humains privilégient également le jeu en équipe, puisque tirer sur un alien rapporte des crédits (argent), même si c'est un autre joueur qui le tue. En formant des groupes de quatre ou cinq joueurs, les humains sont très dangereux. Mais leurs têtes restent leur point faible en cas d'attaque directe.
Les humains sont très dépendants de leur base où ils viennent récupérer des munitions et se soigner. En conséquence, la base humaine est concentrée en un point pour en faciliter la protection et dispose de puissantes structures défensives.

### Les aliens

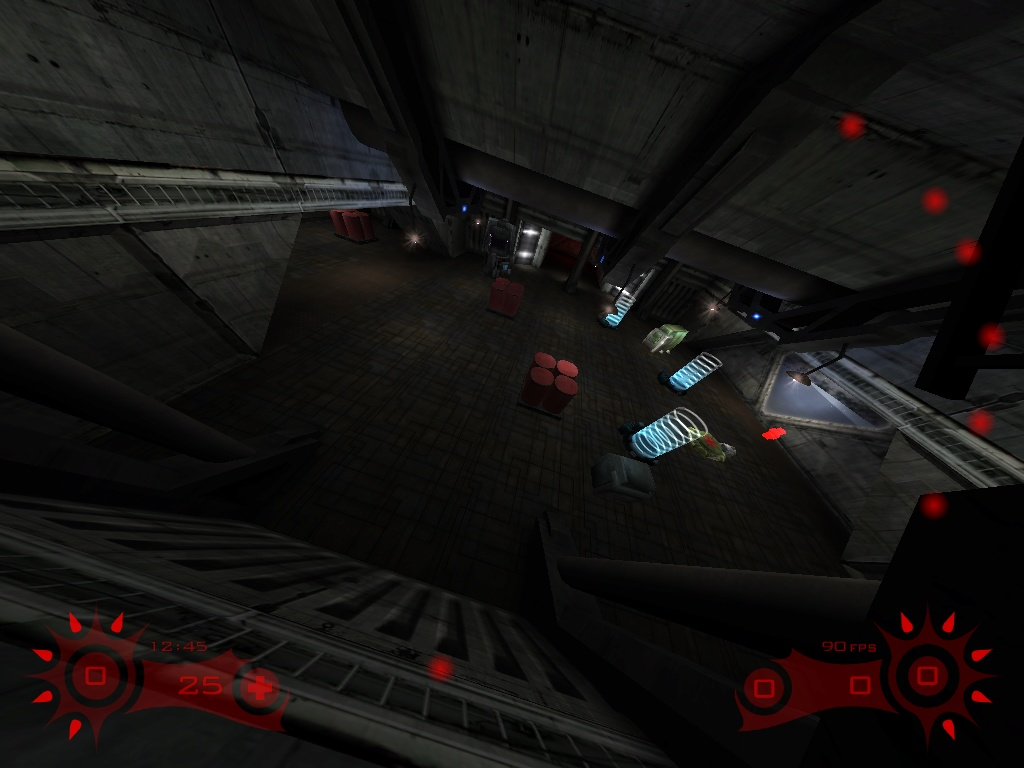
Sixième sens des Aliens (les points rouges indiquent la présence de bâtiments humains).

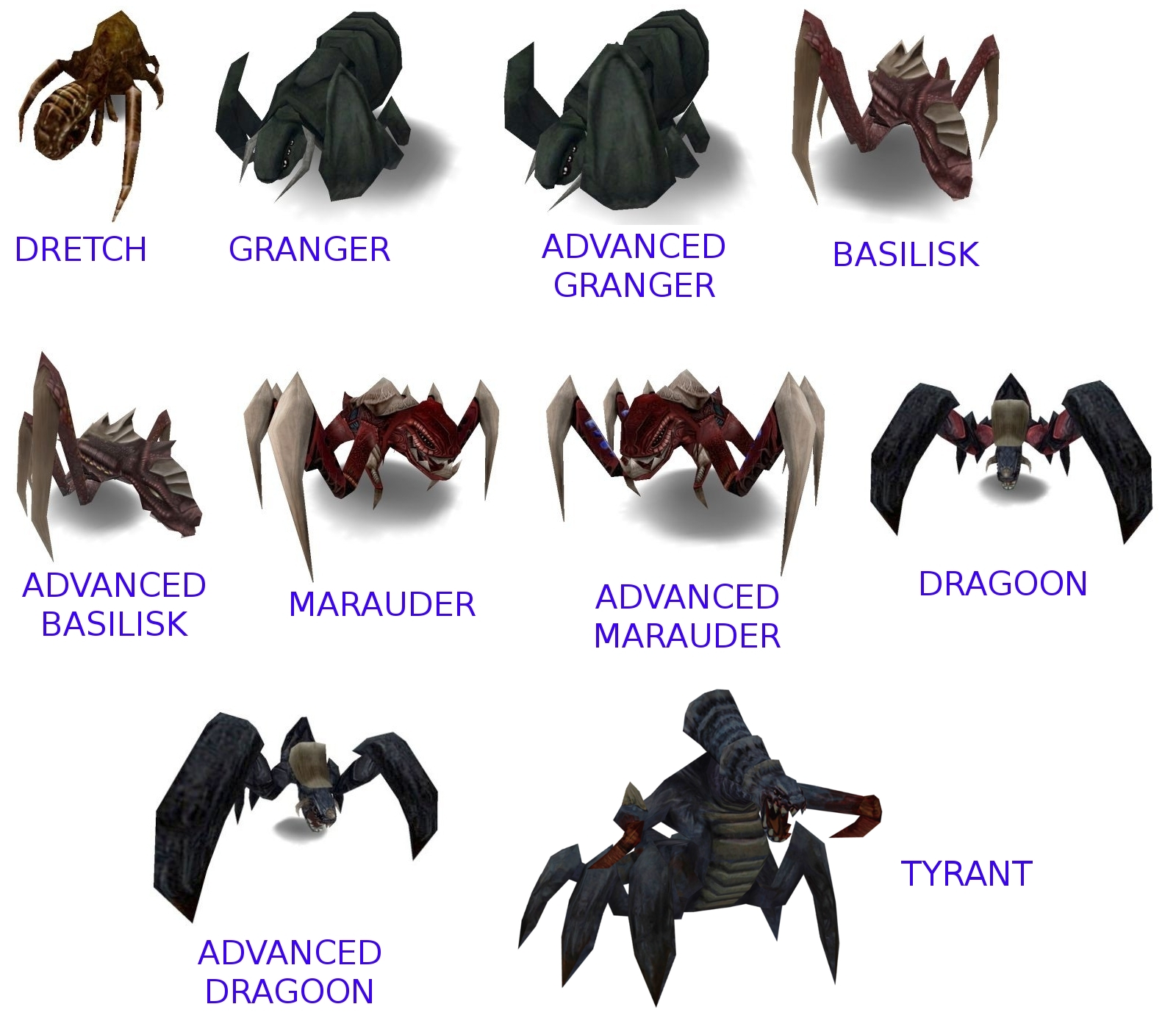
Les différentes classes des aliens en fonction de leur évolution. La première ligne représente les aliens accessibles depuis le stage 1; la deuxième depuis le stage 2; et la troisième depuis le stage 3.

Les aliens ont des bâtiments d'origine organique.
Ils n'utilisent pas d'équipement, mais changent de capacités en évoluant vers des formes biologiques différentes, en fonction des points d'évolution dont ils disposent. Tuer un humain rapporte un point d'évolution, un seul, qui ne sera pas partagé. Ainsi, les aliens tendent souvent des embuscades en solitaire. Ils préfèrent le combat au corps à corps, et tout se joue sur la vitesse et la surprise. Tous les aliens sont capables de détecter la présence des humains à proximité ce qui leur permet de créer des embuscades.
Leur capacité de régénération naturelle leur permet aussi d'être quasiment indépendants de leur base. De ce fait, celle-ci ne dispose pas de structures défensives aussi puissantes que la base humaine et elle est donc souvent volontairement dispersée en différents points de la carte afin d'empêcher sa destruction complète en une seule attaque adverse.

## Configuration minimale et recommandée
- CPU : PC : 800 MHz x86 ; Mac OS X : 366 MHz PowerPC ou i386
- minimum 160 Mo de RAM ; 256 Mo de RAM recommandés
- Carte graphique 32 Mo compatible OpenGL
- 125 Mo d'espace disque dur

## Accueil
Après 6 ans de travail, la réception est d'abord une réception d'estime sur les qualités du logiciel libre[réf. nécessaire], tout comme des logiciels libres similaires tels Nexuiz et Open Arena. Sa sortie coïncide avec de nombreux autres jeux libres de qualité.
Tremulous a également reçu des critiques positives de la part de la presse spécialisée.

## Modifications
Le jeu étant libre, il est possible de contribuer au jeu par la création de patchs, de terrains ou de mods.
Tremfusion utilise ainsi le moteur ioquake3 amélioré, avec des modélisations et des textures plus fines.
Une version améliorée dérivée du jeu est apparue en 2012, au nom d'Unvanquished, qui améliore le moteur du jeu, les graphismes et certains points du gameplay, à la suite de certains joueurs estimant le développement de Tremulous trop lent, voire arrêté. Ce jeu est encore en version de développement (alpha).
Il existe aussi un projet en cours de développement nommé « Murnatan » qui serait une suite non officielle à Tremulous.